# ARBED

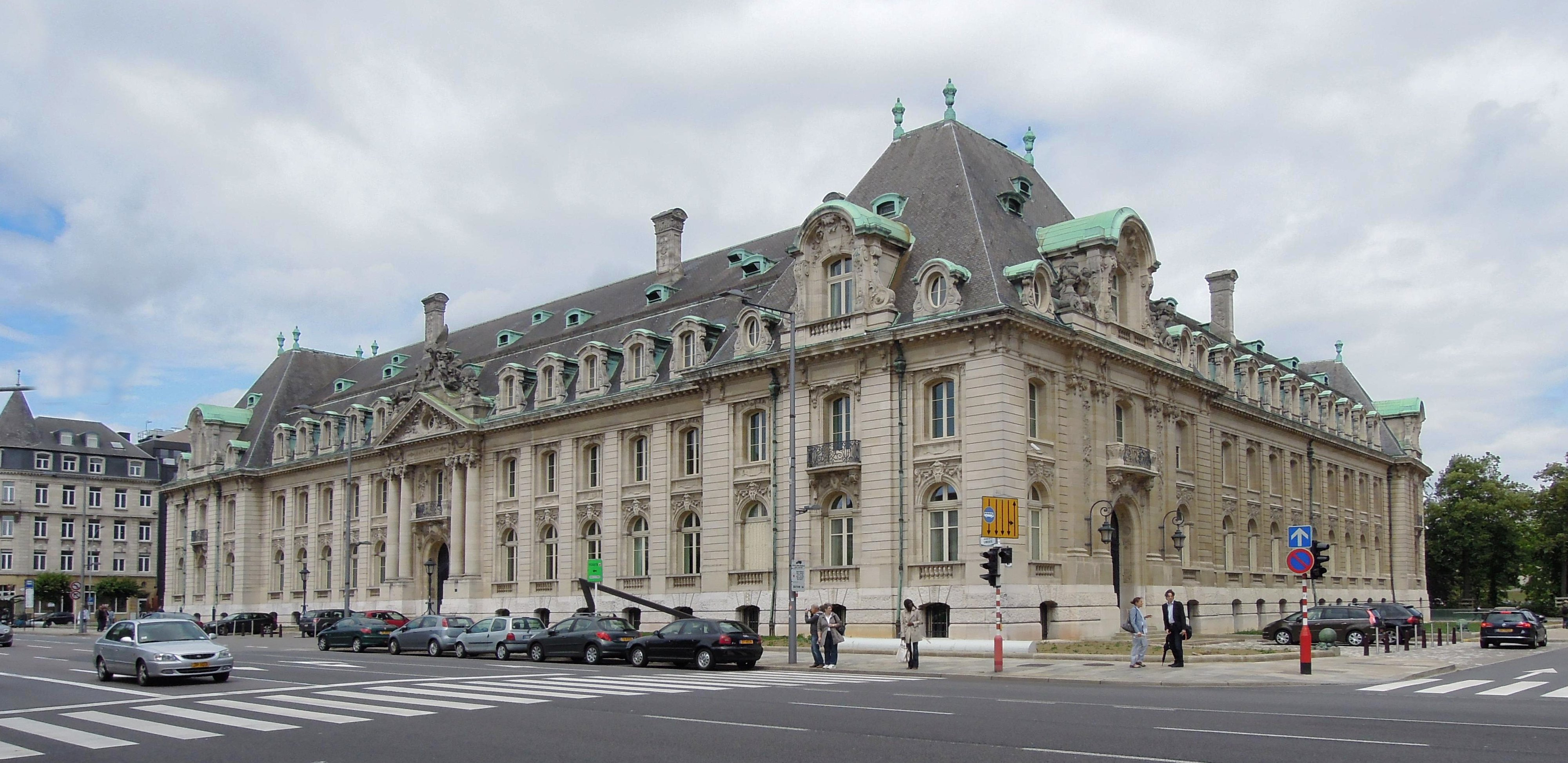
Ehemaliges ARBED-Hauptgebäude an der Avenue de la Liberté in Luxemburg-Stadt

ARBED (Akronym für Aciéries Réunies de Burbach-Eich-Dudelange, deutsch Vereinigte Eisenhütten von Burbach-Eich-Düdelingen) war ein luxemburgisches Großunternehmen der Montanindustrie. Seine wichtigsten Werke lagen in Burbach, einem heutigen Stadtteil Saarbrückens, in Eich, einem heutigen Vorort von Luxemburg-Stadt, und in Düdelingen im Süden Luxemburgs.

## Geschichte
Das Unternehmen entstand im Jahr 1911 durch eine Fusion; die Geschichte der damals zusammengeschlossenen Unternehmen reicht zurück bis ins Jahr 1882. Hierzu gehörte seit 1982 auch die Arbed Saarstahl GmbH in Völklingen bzw. deren Vorgänger Völklinger Hütte, Burbacher Hütte und Neunkircher Eisenwerk. Im Jahr 1992 erwarb Arbed zudem die Maxhütte im thüringischen Unterwellenborn.
Um die zur Stahlproduktion erforderliche Koksversorgung zu gewährleisten, schloss die ARBED 1913 eine Interessengemeinschaft mit dem Eschweiler Bergwerks-Verein (EBV). Die enge Zusammenarbeit zwischen ARBED und EBV endete 1993 mit der Übernahme der EBV-Zeche Westfalen in Ahlen durch die Ruhrkohle AG. Diese Zeche stellte am 30. Juni 2000 die Förderung ein.
Im Zweiten Weltkrieg setzte der Konzern mit dem Zwangsarbeiterlager im Blechwalzwerk in Burbach mehrere hundert Zwangsarbeiter und Kriegsgefange aus der Sowjetunion, Frankreich, Belgien, Polen und Italien ein.
2002 fusionierte der Konzern mit Aceralia und Usinor zur Arcelor; 2007 fusionierten Arcelor und Mittal Steel zu ArcelorMittal.
Heute besteht der Name ARBED z. B. im Unternehmen ARBED Spundwand GmbH in Deutschland fort. Ihre Bekanntheit ist der Grund für die Beibehaltung der Marke ARBED am deutschen Markt für Spundwandprofile.
2011 präsentierte das Luxemburger Nationalarchiv anlässlich des 100. Jahrestags der Entstehung der ARBED, der Gründung der Interessengemeinschaft zwischen den Hauts-Fourneaux et Aciéries de Rümelingen-St. Ingbert (deutsch: Hochöfen und Eisenhütten/Stahlwerke von ...) und der Deutsch-Luxemburgischen Bergwerks- und Hütten-AG von Differdange sowie der Einweihung der Adolf-Emil-Hütte in Belval eine Dokumentation der letzten hundert Jahre der luxemburgischen Eisenindustrie in einer Ausstellung.